# Charmer (альбом Tigers Jaw)
Charmer — четвертий повноформатний альбом американського інді-рок- гурту Tigers Jaw . Він був випущений 3 червня 2014 року на лейблі Run For Cover Records. Колишні учасники Адам МакІлві, Денніс Мішко та Пет Браєр брали участь у записі альбому, незважаючи на те, що вони вже не були частиною гурту.  У жовтні та листопаді 2015 року гурт підтримував New Found Glory та Yellowcard у їх спільному турі по США. 

## Список пісень
Усі пісні написані Tigers Jaw.
 
| №                          | Назва                | Тривалість |
| -------------------------- | -------------------- | ---------- |
| 1.                         | "Cool"               | 2:35       |
| 2.                         | "Frame You"          | 2:11       |
| 3.                         | "Hum"                | 3:27       |
| 4.                         | "Charmer"            | 3:25       |
| 5.                         | "Nervous Kids"       | 2:55       |
| 6.                         | "I Envy Your Apathy" | 3:26       |
| 7.                         | "Divide"             | 3:17       |
| 8.                         | "Slow Come On"       | 3:15       |
| 9.                         | "Soft Spoken"        | 2:43       |
| 10.                        | "Teen Rocket"        | 2:51       |
| 11.                        | "Distress Signal"    | 2:41       |
| 12.                        | "What Would You Do"  | 5:50       |
| Загальна тривалість: 38:52 |                      |            |

## Учасники записуу
- Пет Браєр – ударні, перкусія, гітара, вокал.
- Бріанна Коллінз — клавішні, вокал.
- Адам МакІлві – гітара, вокал.
- Денис Мішко – бас.
- Бен Уолш – гітара, вокал, ударні, перкусія.